# Super Meat Boy
Super Meat Boy er et videospil designet af Edmund McMillen og Tommy Refenes og udviklet af Team Meat. Det er efterfølgeren til McMillen og Jonathan McEntees browserspil Meat Boy fra 2008. Spillet blev udgivet på Xbox 360 gennem Xbox Live Arcade i oktober 2010, på Microsoft Windows i november 2010, OS X et år senere i november 2011 og til Linux i december 2011. I spillet kontrollerer spillerne Meat Boy, en rød, terningformet karakter, imens han forsøger at redde sin kæreste, Bandage Girl, fra spillets Dr. Fetus.

## Gameplay
Super Meat Boy er et platformspil, hvor spillerne styrer en lille rød, terningformet karakter ved navn Meat Boy, der skal redde hans terningformet, stærkt forbundet kæreste Bandage Girl fra den onde videnskabsmand Dr. Fetus. Spillet er opdelt i kapitler, der tilsammen indeholder omkring 300 baner. Banerne kan spilles i vilkårlig rækkefølge, men alle baner skal gennemføres, for at man kan spille mod kapitlets boss. Når bossen er dræbt åbnes der op for næste kapitel. Når en bane er blevet gennemført, får spilleren en karakter, baseret på hvor hurtigt banen er gennemført.